# いいかげん
「いいかげん」は、近藤真彦の29作目のシングル。
1989年7月5日に発売された。発売元はCBS/SONY RECORDS。

## 収録曲
- 両楽曲共に、編曲：白井良明

1. いいかげん
作詞：森浩美／作曲：筒美京平
2. 3・2・1・0
作詞：松尾由紀夫／作曲：岡田徹